# Livsmedelsprogrammet

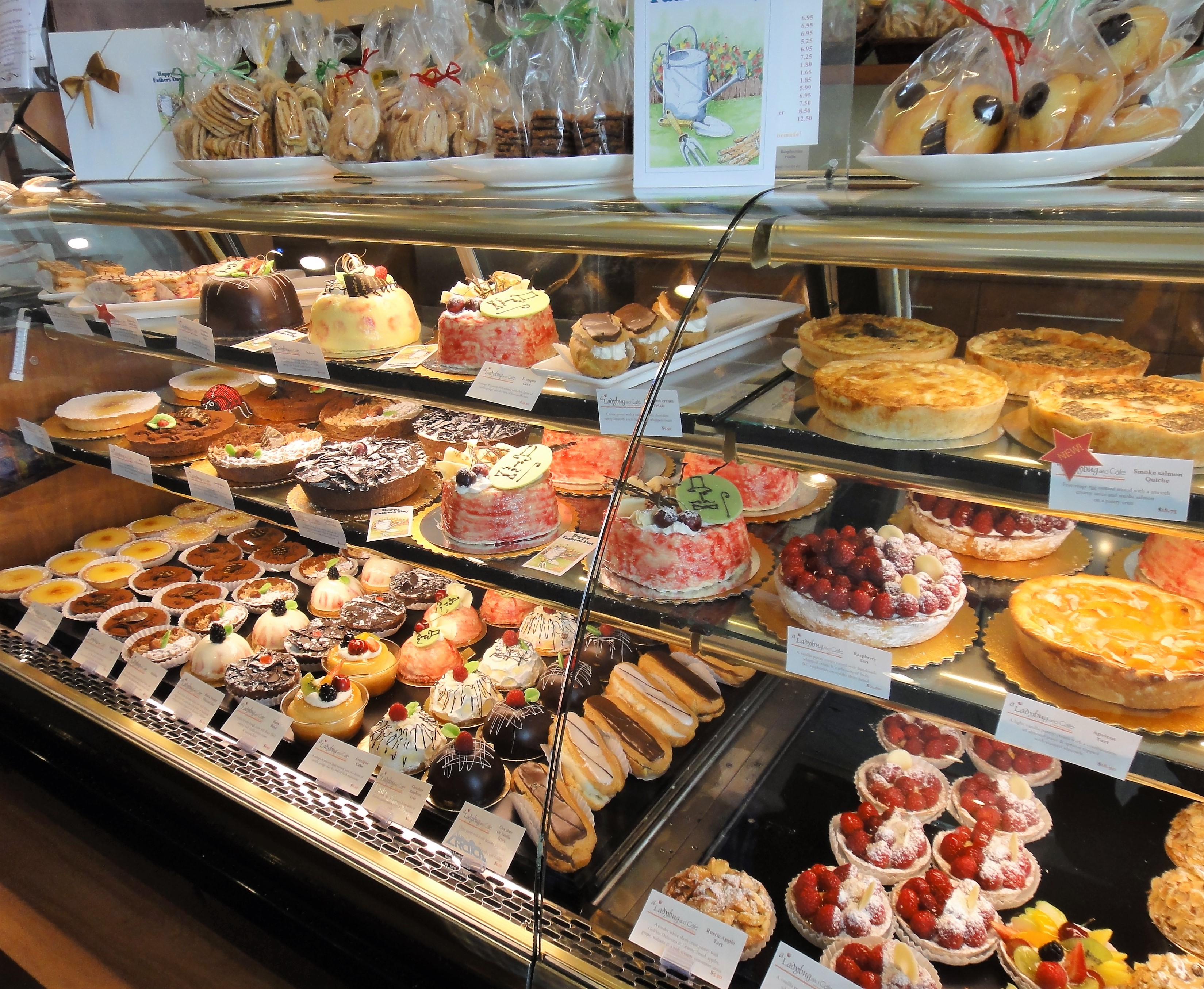
Konditor var en av yrkesutgångarna från Livsmedelsprogrammet (Här en bild från ett konditori i Calgary).

Livsmedelsprogrammet var ett nationellt yrkesförberedande program inom den svenska gymnasieskolan för dem som vill arbeta inom bageri, konditori, charkuteri, i butik eller inom livsmedelsindustrin. Sedan 2011 är programmet ersatt av Restaurang- och livsmedelsprogrammet.
Programmet saknade nationella inriktningar, men det fanns lokala inriktningar på vissa specialutformade program. Alla elever på programmet hade rätt till minst femton veckors arbetsplatsförlagd utbildning (APU) och det fanns möjligheter att göra den utomlands.

## Karaktärskurser
Karaktärskurserna på Livsmedelsprogrammet var följande, och omfattade tillsammans 600 poäng.
- Arbetsmiljö och säkerhet, 50 poäng.
- Datorkunskap, 50 poäng.
- Försäljning och service, 50 poäng.
- Livsmedel A, 50 poäng.
- Livsmedel B, 50 poäng.
- Livsmedelshygien, 50 poäng.
- Livsmedelsteknik, 200 poäng.
- Näringslära, 50 poäng.
- Projekt och företagande, 50 poäng.